# Giacomo Grioni
Giacomo Grioni, né le 27 août 1934 à Milan, est un coureur cycliste italien, professionnel de 1959 à 1962. 

## Palmarès
- 1955
  - 3e de La Nazionale a Romito Magra
- 1958
  - 2e du Trofeo Guffanti
  - 3e de la Coppa San Geo

## Résultats sur les grands tours

### Tour d'Italie
3 participations
- 1959 : abandon
- 1960 : abandon (4e étape)
- 1961 : abandon

### Tour d'Espagne
1 participation
- 1962 : abandon